# Водоспад життя
«Водоспад життя» або «Шлях на Схід» (англ. Way Down East) — американська мелодрама режисера Девіда Ворк Гріффіта 1920 року. Екранізація п'єси Лотті Блер Паркер.
Картина вважається одним із шедеврів німого кіно, перебуває в суспільному надбанні. Фільм входить до 1000 найкращих фільмів (937 місце), 100 найкращих американських мелодрам за версією AFI (71 місце), 33 місце в списку найкращих фільмів епохи німого кіно за версією сайту silentera.com і 26 місце в списку найкращих фільмів 1920-х років за версією IMDb.

## Сюжет
На початку фільму молода дівчина Анна Мур залишає свій будинок у невеликому селі в Новій Англії і їде до своїх багатих родичів в Бостон. Там вона зустрічає Леннокса Сандерсона, першокласного бабія, який крутить юній провінціалці голову, і під його тиском наївна дівчина вступає з ним у фіктивний шлюб. Потім Сандерсон залишає Анну, дізнавшись про її вагітність. Вона змушена повернутися в глушину, народжує дитину, але та незабаром вмирає, як і мати Анни. Вона залишається зовсім одна, починає бродити околицями в пошуках хоч якоїсь роботи.
Нещасна Анна знаходить роботу покоївки у землевласника Бартлетта. Давид, син Бартлетта, закохується в неї. Але Анна Мур всіляко противиться його залицянням, пам'ятаючи невдалий «шлюб». Тим більше, що в маєтку з'являється Сандерсон, що мешкає по сусідству і залицяється цього разу до Кейт, племінниці Бартлетта.
В результаті наступних подій минуле Анни Мур розкривається і Бартлетт виставляє її за двері в той час, як на вулиці панує заметіль. Перед відходом Анна встигає сказати пару слів на свій захист і слова гніву і докору на адресу запрошеного в будинок негідника Сандерсона, прямо вказуючи на нього як на батька, що кинув свою ще не народжену дитину. Анна біжить геть у розбурхану негоду, не помічаючи нічого перед собою. Добігши до річки і знесилившись, вона непритомніє. На річці тим часом починається рух льоду і крижина з Анною Мур рухається в напрямку до водоспаду. Закоханий у Анну Давид, що кинувся слідом за нею на пошуки, приходить вчасно на допомогу і рятує її за хвилину до загибелі.
У фіналі сквайр Бартлетт просить вибачення у Анни, негідник Сандерсон осоромлений і вигнаний, а закохані одружуються.

## У ролях
- Ліліан Гіш— Анна Мур
- Річард Бартелмесс— Давид Бартлетт
- місіс Девід Ландау— матір Анни Мур
- Лоуелл Шерман— Леннокс Сандерсон
- Барр Макінтош— сквайр Бартлетт
- Жозефіна Бернард— місіс Емма Тремонт
- місіс Морган Белмонт— Діана Тремонт
- Патрішіа Фруен— сестра Діани
- Флоренс Шорт— ексцентрична тітка
- Кейт Брюс— місіс Бартлетт
- Вівіа Огден— Марта Перкінс
- Портер Стронг— Сет Голкомб
- Мері Гей— Кейт Брюстер, племінниця сквайра
- Керол Демпстер— танцюристка (в титрах не вказана)
- Норма Ширер— танцюристка (в титрах не вказана)

## Виробництво
- Популярна в 1930-х зірка Голлівуду Норма Ширер тут робить перші кроки — з'являється в епізодичній ролі танцюристки на святі. Разом з нею там же виступають її мати і сестра.
- Кларін Сеймур, одна з постійних акторок Гріффіта тих років, була спочатку призначена на роль Кейт, племінниці сквайра Бартлетта. Акторка вже фактично зіграла всі епізоди її ролі, коли раптом відчула різкі болі через непрохідність кишки. Вона померла 25 квітня 1920 року в результаті екстреної невдалої операції. Гріффіт замінив Сеймур танцюристкою Мері Хей, яка до цього була дублеркою Сеймур і підміняла її на дальніх планах.
- Роберт Гаррон, один з улюбленців Девіда Ворка Гріффіта і постійний виконавець ролей майже у всіх його фільмах, застрелився при загадкових обставинах після світової прем'єри стрічки «Водоспад життя» в Нью-Йорку.